# Деликташ, Сердар
Сердар Деликташ (тур. Serdar Deliktaş; 4 августа 1986, Элязыг) — турецкий футболист, нападающий клуба «Анкараспор».

## Клубная карьера
Сердар Деликташ — воспитанник клуба «Кахраманмарашспор». Карьеру футболиста он начал в 2004 году, выступая за «Кахраманмарашспор» во Второй лиге (третий уровень в системе футбольных лиг Турции). Зимой 2008 года Сердар перешёл в другую команду Второй лиги «Гаскиспор». Наконец летом 2009 года он стал игроком «Газиантепа ББ», выступавшего в сезоне 2009/10 в Первой лиге. В новой команде Сердар был игроком основного состава. 14 марта 2010 года он оформил хет-трик в гостевом поединке против клуба «Хаджеттепе». В следующем сезоне Сердар с 13 мячами разделил третье место в списке бомбардиров Первой лиги, 24 октября 2010 года он вновь отличился хет-триком, забив все 3 мяча «Газиантепа» в ворота гостевой команды «Алтай». А спустя почти 2 года он повторил это достижение, также отправив все 3 мяча «Газиантепа» на этот раз в ворота «Каршияки». За 5 сезонов в составе «Газиантепа» Сердар провёл 152 матча и забил 41 мяч в Первой лиге.
В июле 2014 года Сердар Деликташ стал игроком клуба «Османлыспор», вернувшегося по итогам Первой лиги 2014/15 в Суперлигу. 16 августа 2015 года Сердар дебютировал в его составе в рамках Суперлиги, в домашнем матче против «Кайсериспора». А уже через неделю забил свой первый мяч на высшем уровне, который принёс сенсационную гостевую победу его команде над «Галатасараем».